# Gojevići (Bośnia i Hercegowina)
Gojevići – wieś w Bośni i Hercegowinie, w Federacji Bośni i Hercegowiny, w kantonie środkowobośniackim, w gminie Fojnica. W 2013 roku liczyła 516 mieszkańców, z czego większość stanowili Chorwaci.